# Terry Kath
Terry Alan Kath (31 de janeiro de 1946 - 23 de janeiro de 1978) foi um músico e compositor americano, mais conhecido como membro fundador da banda de rock Chicago. Ele tocou guitarra e cantou os vocais em muitos dos primeiros singles da banda. Foi elogiado pela banda por suas habilidades na guitarra e por seu estilo vocal, com influências de Ray Charles.
Crescendo em uma família musical, Kath passou por uma variedade de instrumentos em sua adolescência, incluindo a bateria e o banjo . Ele tocou baixo em várias bandas em meados da década de 1960, antes de se estabelecer na guitarra quando formou o grupo que se tornou Chicago. Sua guitarra foi um componente importante do som do grupo desde o início de sua carreira, e ele cantou em vários singles do grupo. Ele usou várias guitarras diferentes, mas acabou se identificando com a Fender Telecaster equipada com uma picape humbucker e decorada com vários adesivos. Kath também foi segundo alguns o guitarrista favorito de Jimi Hendrix.
Kath lutou com problemas de saúde e abuso de drogas no final da década de 1970. Ele morreu em janeiro de 1978 de um tiro acidental na cabeça. O luto levou o Chicago a considerar a possibilidade de se desfazer, mas eles decidiram retomar com a canção memorial "Alive Again". Para comemorar sua musicalidade, eles lançaram o álbum The Innovative Guitar of Terry Kath em 1997.
As circunstâncias de sua morte lhe renderam o dúbio prestígio de ser a primeira celebridade a vencer um Prêmio Darwin.

## Discografia com o Chicago
- 1969 The Chicago Transit Authority
- 1970 Chicago
- 1971 Chicago III
- 1971 Chicago at Carnegie Hall
- 1972 Chicago V
- 1973 Chicago VI
- 1974 Chicago VII
- 1975 Chicago VIII
- 1975 Chicago IX - Chicago's Greatest Hits
- 1976 Chicago X
- 1977 Chicago XI